# Castello di Anif
Il castello di Anif (in tedesco Schloss Anif) si trova nell'omonimo comune austriaco del Distretto di Salzburg-Umgebung appartenente al Land Salisburghese e la sua storia inizia nel XIII secolo.

## Storia

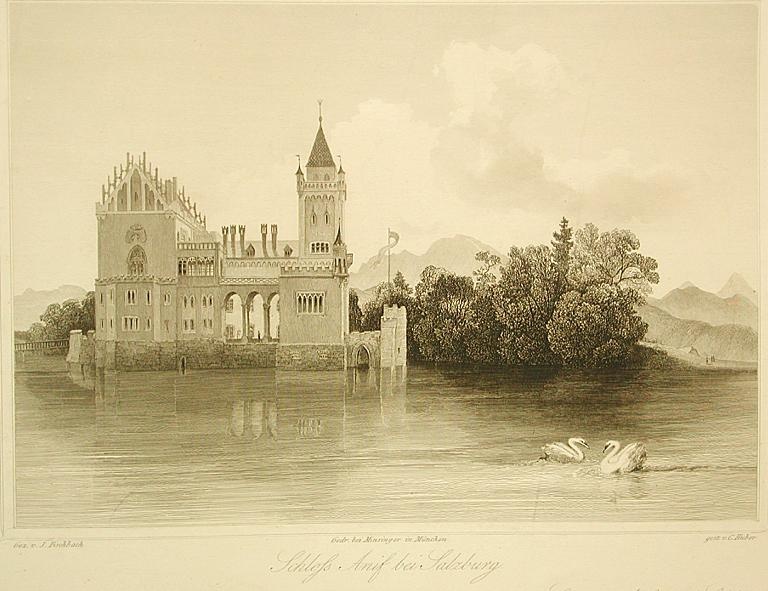
Castello di Anif in una vecchia incisione del 1852. Biblioteca dell'Università di Salisburgo

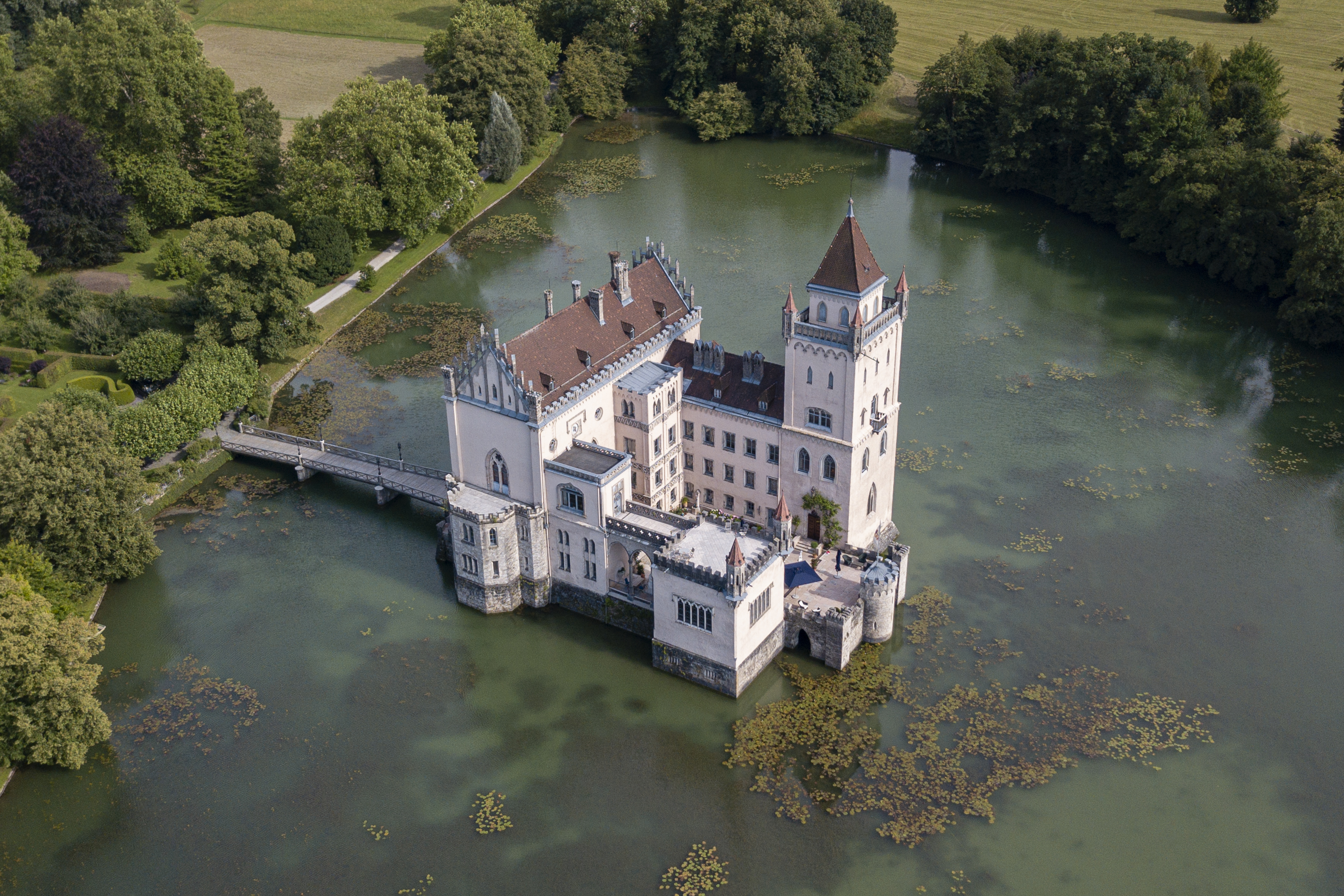
Castello di Anif circondato dal lago artificiale

Nel 1218 vengono menzionati per la prima volta i signori di Anif e presumibilmente, dopo l'estinzione della famiglia, la tenuta entrò in possesso dell'arcivescovo di Salisburgo. Dal XIV secolo vi aveva sede un Urbaramt arcivescovile, cioè una sede amministrativa per le terre dell'arcidiocesi dell'area. Nel 1530 il cardinale Matthäus Lang von Wellenburg il castello venne concesso a Niclas Ribeisen, cancelliere dell'arcidiocesi e consigliere dell'imperatore Carlo V d'Asburgo. Questi ristrutturò e ampliò il complesso che aveva ricevuto costituito da una semplice torre residenziale rettangolare che ci è pervenuta integrata nella parte meridionale dell'edificio principale ed è riconoscibile dal notevole spessore delle sue pareti. Successivamente il castello appartenne come feudo a varie famiglie nobili, tra queste i Kuen-Belasy, i Kuenburg e i Kuefstein. 
Tra il 1689 e il 1693 l'arcivescovo di Salisburgo Johann Ernst von Thun und Hohenstein fece eseguire nuovi importanti lavori di ampliamento e in tale periodo fu costruita praticamente la metà destra del palazzo, compreso l'androne e le attigue ali del cortile. In seguito il castello passò al principe vescovo di Chiemsee, Sigmund Ignaz von Wolkenstein. Dieci principi vescovi utilizzarono il palazzo come residenza estiva sino a quando, con la secolarizzazione del 1803, entrò tra i beni statali.  Negli ultimi anni intanto, essendo sempre meno abitato, la manutenzione era stata tralasciata e solo l'ultimo principe-vescovo, Sigmund Christoph Graf Waldburg-Zeil, lo fece ristrutturare facendovi costruire il parco paesaggistico all'inglese. Nel 1814 venne acquistato dall'ex direttore del birrificio di Kaltenhausen, Ulrich Payer, e questi lo vendette nel 1837 al conte bavarese Aloys von Arco-Stepperg. Il conte fece ristrutturare il cortile di servizio e l'anno successivo incaricò Mennas Schönauer di progettare la ricostruzione del palazzo che procedette con molte modifiche e ripensamenti. All'edificio venne conferito un aspetto medievale e neogotica, la prima del genere a Salisburgo. Il cantiere ebbe sino a 200 operai. La struttura principale dell'edificio fu completata nel 1843 ma i lavori interni richiesero altri quattro anni. Nel riprogettare il parco il conte Arco seguì i principi ispiratori soliti del giardino tipico del principe-vescovo ma lo ampliò sia ad est che ad ovest. Il castello venne arredato con splendidi arredi ma non divenne mai una residenza permanente per i successivi 50 anni, solo per soggiorni occasionali, anche perché poco dopo il completamento dell'edificio, il conte Arco e la moglie si separarono. Lei continuò ad utilizzare il castello solo come residenza estiva mentre il conte ci tornò solo dopo 28 anni con la sua seconda moglie. Con la morte del conte, avvenuta nel 1891, il castello di Anif passò al conte bavarese e consigliere della corona Ernst von Moy quindi alla sua famiglia, i conti di Moy de Sons, che mantengono da allora il possesso del castello.
Il 12 novembre 1918 il re Ludovico III di Baviera si trovava nel castello e venne raggiunto dal suo primo ministro Dandl. Qui il re firmò la cosiddetta Anifer Erklärung (dichiarazione di Anif) nella quale rinunciava ufficialmente a tutte le sue prerogative statali, civili e militari liberando così i suoi funzionari, ufficiali e soldati dal giuramento che avevano prestato. Con questo atto finì la monarchia in Baviera. Durante la seconda guerra mondiale vi si sistemarono le unità tedesche della Wehrmacht e con la fine del conflitto venne occupato dalle truppe statunitensi.

## Descrizione

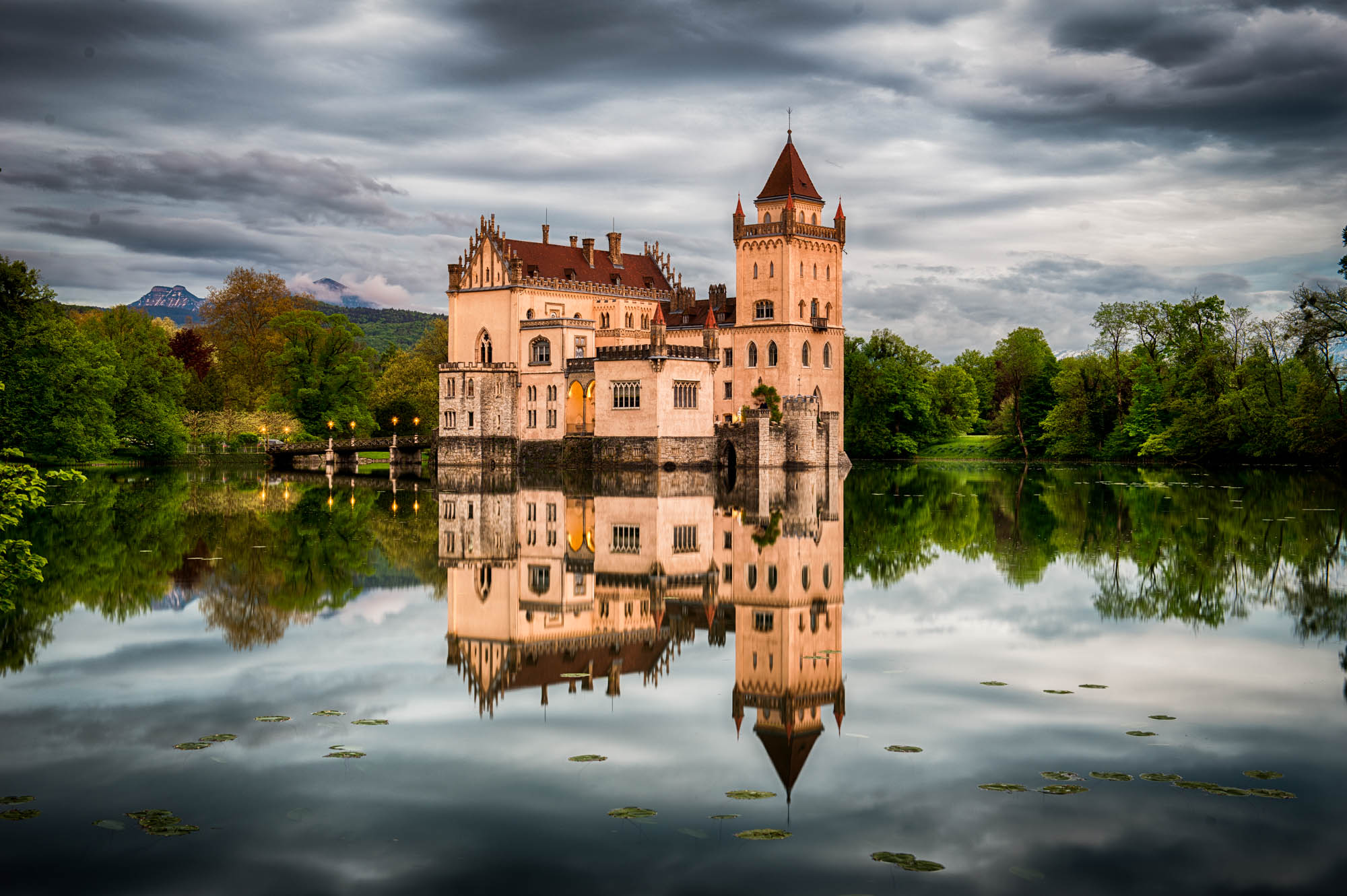
Castello che si specchia nel lago creando una doppia immagine

Il castello si trova ad Anif comune austriaco del Distretto di Salzburg-Umgebung appartenente al Land Salisburghese. Rappresenta uno dei castelli con fossato tra i più belli in Austria, situato all'interno di un grande lago artificiale nel mezzo di un vasto parco e raggiungibile da riva con un semplice ponte a tre campate. Il cancello d'ingresso si ispira a quello della cappella di Santo Stefano nell'Abbazia di Westminster con le ante scolpite che recano lo stemma dell'alleanza Arco-Pallavicini e sormontate dalla grande aquila bicipite di Arco. La maggior parte delle strutture del palazzo risale al XVI secolo, quando fu costruito l'edificio principale a tre piani, l'ala sud inferiore e l'attigua cappella. La cappella un tempo era staccata poi è stata integrata nella torre del castello a cinque piani di nuova costruzione durante la ristrutturazione. L'ala sud che lo collega all'edificio principale è stata rialzata di un piano. Furono realizzati ex novo una galleria ad arco e un salone decorato con torrette e pareti merlate. Tutti questi edifici circondano il cortile del castello, al centro del quale si trova una pregevole fontana ottagonale realizzata da Entres. Sulla colonna centrale è seduto un putto in marmo di Carrara che tiene in braccio un delfino. La parte occidentale del cortile è formata da un terrazzo leggermente rialzato. Sul lato settentrionale del cortile fu realizzata la sala delle ninfe con il colonnato gotico. Il suo unico scopo era quello di ospitare la figura a grandezza naturale di una ninfa, lo spirito guardiano del castello. Questa scultura in marmo di Carrara, realizzata dallo scultore Ludwig Schwanthaler, fu spostata nel portico nel 1906. La sale delle ninfe è stata trasformata in pinacoteca dal 1878.
Dell'originaria decorazione del palazzo del principe-vescovo si sono conservati al suo interno solo alcuni soffitti a cassettoni e una stufa seicentesca. L'interno del XIX secolo, in gran parte conservato fino a tempi recenti, è in gran parte opera del maestro falegname di Salisburgo Joseph Wessicken. Le sale di rappresentanza erano al secondo piano. La sala centrale è la Sala Grande o Rossa, come viene chiamata per via del suo rivestimento murale in damasco di seta rossa. Un tempo era la sala da pranzo dei principi vescovi, come ricorda il pesante soffitto a cassettoni. Wessicken lo ricoprì con una rete di stelle dorate e lo decorò con un dipinto ad olio del pittore di Monaco Friedrich Giessmann raffigurante il Trionfo di Galathea. La grande sala da pranzo ha carattere medievale con le sue alte finestre ad arco acuto e la monumentale credenza con baldacchino. Gli alloggi privati del conte erano al primo piano. Nella sala della biblioteca c'è una stufa in maiolica colorata con piastrelle figurate basate su motivi antichi. Il salone del conte era collegato al soprastante salone della contessa da una scala segreta. Nell'attigua ala sud il conte Arco fece allestire un appartamento per la madre, ex elettrice di Baviera che però non ha mai soggiornato nel castello. la struttura è stata ereditato dal 1893 dalla famiglia dei conti di Moy de Sons, ed è proprietà privata.

## Nella cultura di massa
Questo castello è stato utilizzato per alcune riprese in diversi film, tra questi:
- La grande corsa, del 1965 diretto da Blake Edwards e interpretato da Jack Lemmon, Tony Curtis e Natalie Wood.
- Dossier Odessa, del 1974 diretto da Ronald Neame.

### Bene architettonico tutelato
Il castello di Anif dal 1993 è stato posto sotto tutela dei monumenti da parte della Repubblica austriaca col numero 11219.